# Kuurne-Bruxelles-Kuurne 1966
La Kuurne-Bruxelles-Kuurne 1966, ventiduesima edizione della corsa, si svolse il 6 marzo su un percorso di 220 km, con partenza e arrivo a Kuurne. Fu vinta dal belga Gustaaf De Smet della squadra Wiel's-Gancia-Groene Leeuw davanti ai connazionali Robert De Middeleir e Norbert Kerckhove.

## Ordine d'arrivo (Top 10)
| Pos. | Corridore           | Squadra                    | Tempo    |
| ---- | ------------------- | -------------------------- | -------- |
| 1    | Gustaaf De Smet     | Wiel's-Gancia-Groene Leeuw | 5h10'00" |
| 2    | Robert De Middeleir | Flandria                   | s.t.     |
| 3    | Norbert Kerckhove   | Mann-Grundig               | s.t.     |
| 4    | Marcel Ongenae      | Mann-Grundig               | s.t.     |
| 5    | André Messelis      | Mann-Grundig               | s.t.     |
| 6    | Vin Denson          | Ford France-Hutchinson     | s.t.     |
| 7    | André Noyelle       | Mann-Grundig               | a 15"    |
| 8    | Dieter Puschel      | Ruberg-Continental         | s.t.     |
| 9    | Arthur Decabooter   | Wiel's-Gancia-Groene Leeuw | s.t.     |
| 10   | Willy Planckaert    | Romeo-Smiths-Plume Sport   | a 35"    |